# Diabeł jest kobietą
Diabeł jest kobietą (The Devil Is a Woman) – amerykański film z 1935 roku, wyreżyserowany przez Josefa von Sternberga.

## O filmie
Film jest adaptacją powieści La Femme et le pantin z 1898 roku, której autorem jest francuski pisarz Pierre Louÿs. Była to ostatnia wspólna produkcja Josefa von Sternberga i Marleny Dietrich - reżyser nazwał film "ostatecznym hołdem dla niej". Aktorka wcieliła się tutaj w rolę Hiszpanki, a w obsadzie towarzyszyli jej m.in. Cesar Romero i Lionel Atwill. Film znany był także pod tytułem Kaprys hiszpański. Marlena Dietrich wielokrotnie wymieniała go jako ulubiony spośród wszystkich swoich filmów.
Obraz okazał się klęską komercyjną. Został skrytykowany przez Departament Stanu USA i władze Hiszpanii za przedstawienie ludności hiszpańskiej w rzekomo negatywnym świetle. Studio Paramount Pictures wycofało film z obiegu i przez ponad 20 lat był on uważany za zaginiony.

## Obsada
- Marlene Dietrich jako Concha Perez
- Cesar Romero jako Antonio Galvan
- Lionel Atwill jako Don Pasqual
- Edward Everett Horton jako Don Paquito
- Alison Skipworth jako pani Perez
- Don Alvarado jako Morenito

## Oceny
| Źródło             | Ocena    |
| ------------------ | -------- |
| AllMovie           | [ 5 ]    |
| VideoVista         | [ 6 ]    |
| The New York Times | mieszana |